# Rottboellia cochinchinensis
Rottboellia cochinchinensis är en gräsart som först beskrevs av João de Loureiro, och fick sitt nu gällande namn av Clayton. Rottboellia cochinchinensis ingår i släktet Rottboellia och familjen gräs. Inga underarter finns listade i Catalogue of Life.

## Bildgalleri

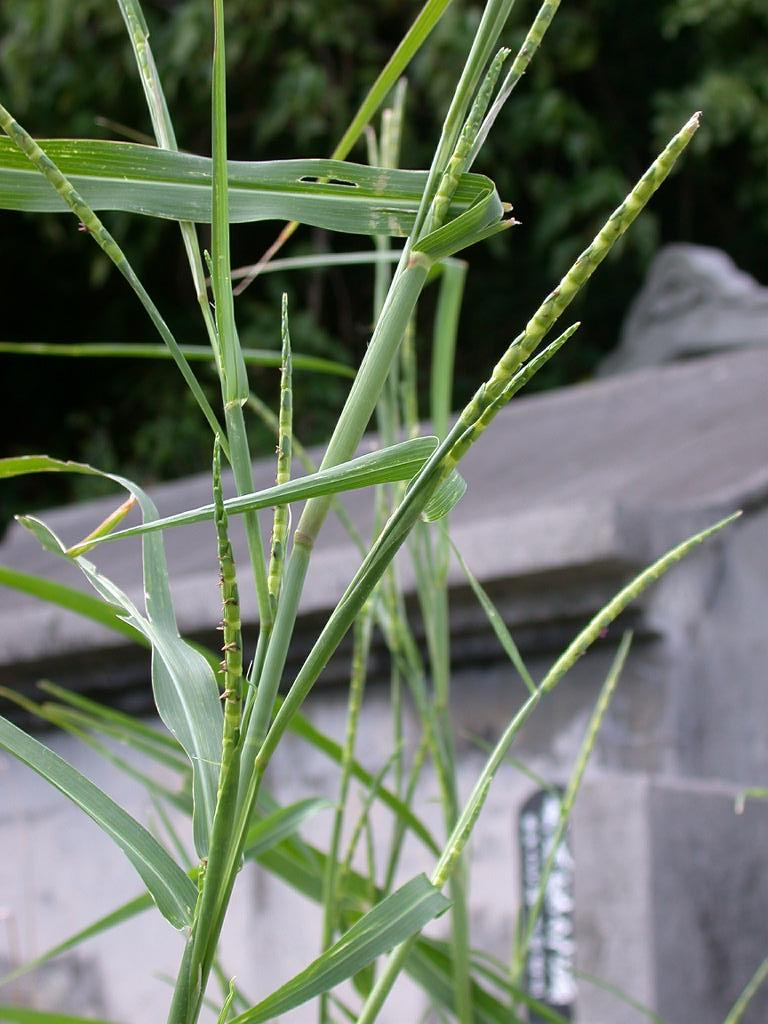
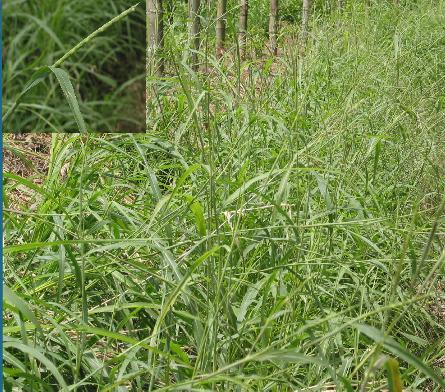